# Kalijaya (Alian)

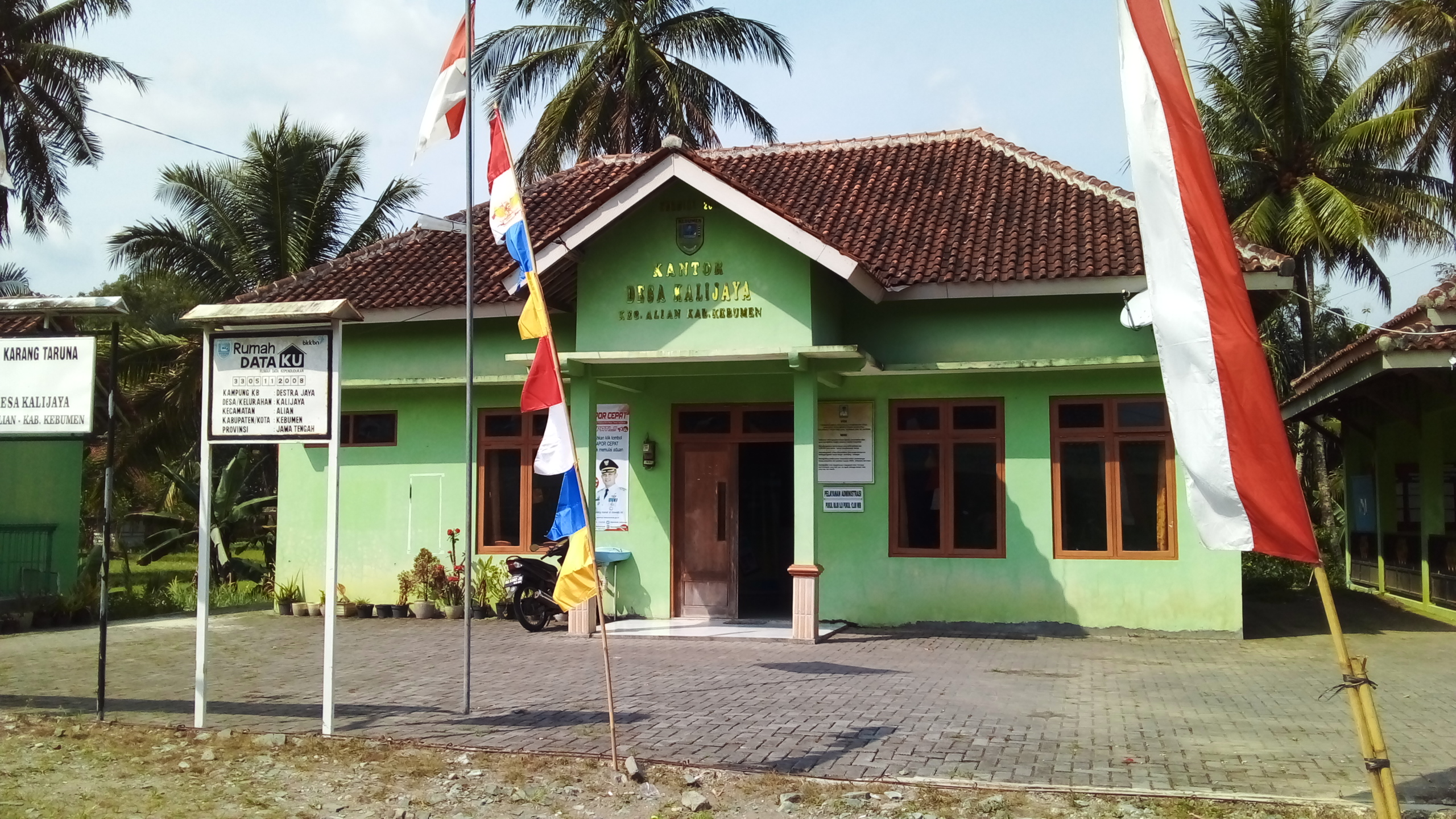

Kalijaya is een bestuurslaag in het regentschap Kebumen van de provincie Midden-Java, Indonesië. Kalijaya telt 2687 inwoners (volkstelling 2010).